# Rolf Sørensen
Rolf Sørensen (ur. 20 kwietnia 1965 w Gladsaxe) – duński kolarz szosowy, wicemistrz olimpijski.

## Kariera
Największy sukces w karierze Rolf Sørensen osiągnął w 1996 roku, kiedy zdobył srebrny medal w wyścigu ze startu wspólnego podczas igrzysk olimpijskich w Atlancie. W zawodach tych wyprzedził go jedynie Szwajcar Pascal Richard, a trzecie miejsce zajął Brytyjczyk Maximilian Sciandri. Był to jedyny medal wywalczony przez Sørensena na międzynarodowej imprezie tej rangi. W tej samej konkurencji wystartował także na rozgrywanych cztery lata później igrzyskach olimpijskich w Sydney, ale zajął dopiero 59. pozycję. Wspólnie z kolegami z reprezentacji zdobył także złoty medal w drużynowej jeździe na czas podczas szosowych mistrzostw świata juniorów w 1983 roku, a trzy lata później zwyciężył w wyścigu ze startu wspólnego na mistrzostwach krajów skandynawskich w Aarhus. Trzykrotnie stawał na podium Pucharu Świata w kolarstwie szosowym: w 1989 i 1991 roku był trzeci, a w 1997 roku zajął drugie miejsce. Poza tym zwyciężył między innymi w wyścigu Tirreno-Adriatico (1987, 1992), Paryż-Tours (1990), Liège-Bastogne-Liège i Mediolan-Turyn (1993), Ronde van Nederland (1996, 1998) oraz Post Danmark Rundt (2000). Wygrał także dwa etapy w różnych edycjach Tour de France oraz jeden w Giro d'Italia, ale w klasyfikacji generalnej plasował się poza czołówką. W 2002 roku zakończył karierę.